# Acacia cockertoniana
Acacia cockertoniana är en ärtväxtart som beskrevs av Bruce R. Maslin. Acacia cockertoniana ingår i släktet akacior, och familjen ärtväxter. Inga underarter finns listade i Catalogue of Life.